# Vuogujävrimoras
Vuogujävrimoras är en kulle i Finland.   Den ligger i den ekonomiska regionen Norra Lappland och landskapet Lappland, i den norra delen av landet, 1 100 km norr om huvudstaden Helsingfors. Toppen på Vuogujävrimoras är 301 meter över havet.
Terrängen runt Vuogujävrimoras är huvudsakligen platt, men åt nordost är den kuperad.  Trakten runt Vuogujävrimoras är nära nog obefolkad, med mindre än två invånare per kvadratkilometer. Omgivningarna runt Vuogujävrimoras är i huvudsak ett öppet busklandskap.